# Oligoryzomys stramineus
Oligoryzomys stramineus é uma espécie de roedor da família Cricetidae. Endêmica do Brasil, onde pode ser encontrada nos estados d Pernambuco, Paraíba, Goiás e Minas Gerais.